# Бозоргмехр
Бозоргмехр-и-Бохтаган — персидский сановник из рода Карин-Пахлевидов, великий визирь сасанидского шаха Кавада I (498—531) и его сына Хосрова I (531—579). В конце правления Хосрова I и начале правления его сына, Ормизда IV Бозоргмехр был спахбедом (наместником) Хорасана. В одном из ранних персидских источников Бозоргмехр именуется аргбедом — высокопоставленным военачальником. Согласно персидским и арабским источникам, Бозоргмехр был человеком исключительной мудрости. Его имя упоминается  в нескольких ключевых текстах персидской литературы, в частности, в «Шахнаме».

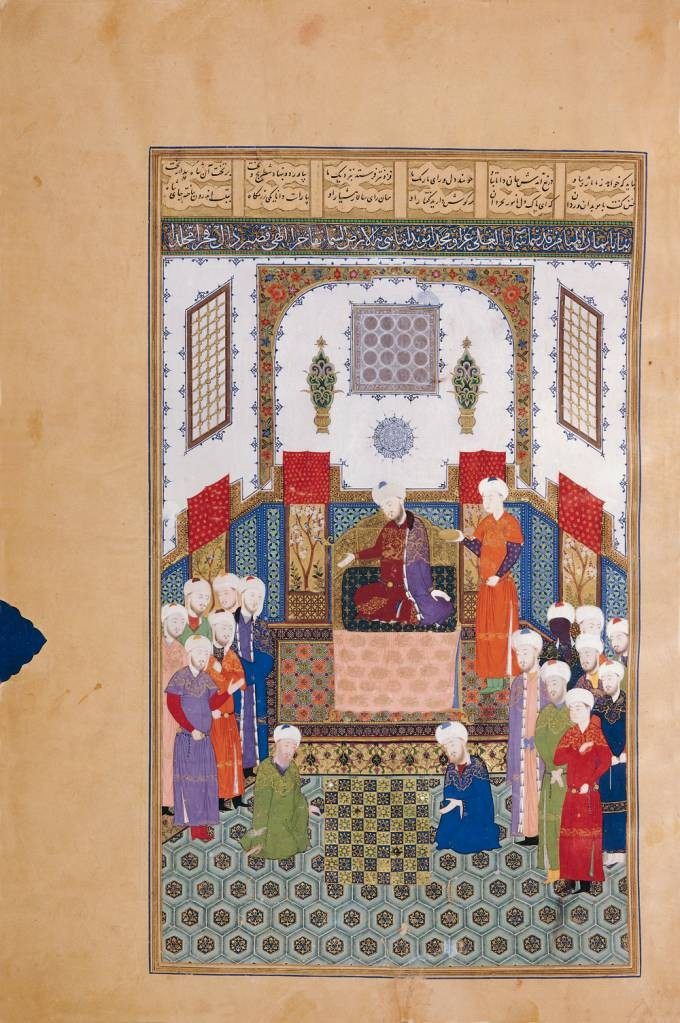
Бозоргмехр вызывает посланника Индии на игру в шахматы

## Биография
Бозоргмехр впервые упоминается в 498 году, как один из девяти сыновей могущественного сановника Сухры. Шахиншах Кавад I, отвоевав сасанидский трон у своего младшего брата Замаспа, назначил Бозоргмехра великим визирем. После смерти Кавада, его сын Хосров I оставил Бозоргмехра своим великим визирем и (позднее?) назначил его спахбедом Хорасана. Во время правления сына Хосрова, Ормизда IV (579—590), Бозоргмехр остался спахбедом Хорасана. По мнению Фердинанда Юсти Бозоргмехр позднее был казнён по приказу Ормизда IV. Однако, к тому времени Бозоргмехру должно было быть больше ста лет, из которых 80 он провёл в должности великого визиря, что маловероятно.

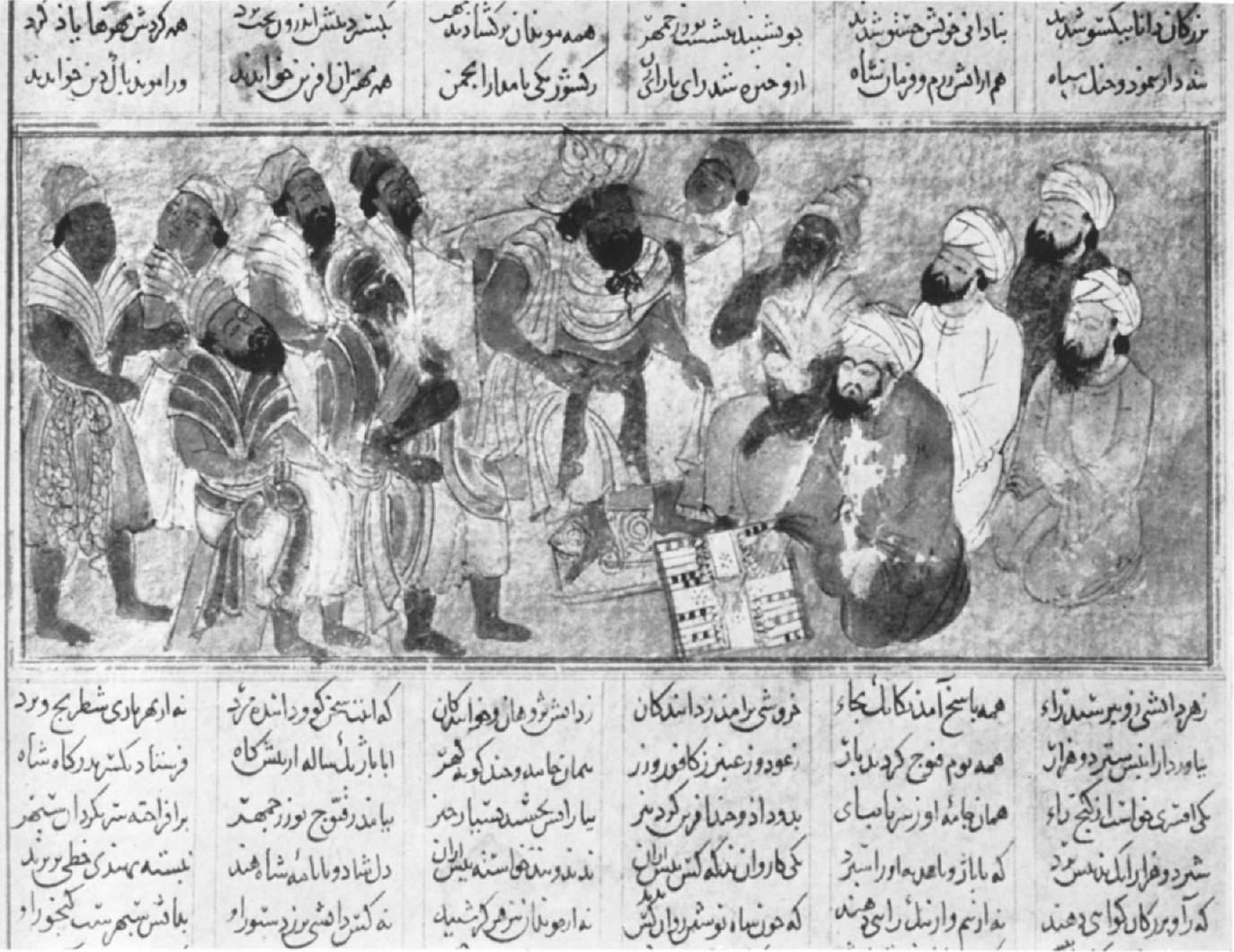
Бозоргмехр показывает нарды индийским раджам

## Споры
Историк Артур Кристенсен предположил, что Бозоргмехр был тем же человеком, что и Борзуя, персидский врач и переводчик Панчатантры. Однако, эта точка зрения не была поддержана другими историками. Тем не менее, имя Борзуя, возможно, является краткой формой имени Бозоргмехр.

## Сочинения
Бозоргмехр был плодовитым писателем. Его перу принадлежат, в частности, следующие трактаты: Wizārišn ī čatrang («Трактат о шахматах»; также известен, как «Чатранг-Намак» («Книга шахмат»)), Ayādgār ī Wuzurgmihr ī Bōxtagān, Ketab аль-Zabarj (оригинальная версия труда «Astrologica» Веттия Валента), Ketab Mehrāzād Jošnas и Зафар-наме («Книга Победы»).